# Aphyllanthes
Aphyllanthes is een geslacht uit de aspergefamilie. Het geslacht telt een soort: Aphyllanthes monspeliensis.  Deze komt voor in het westelijke Middellandse Zeegebied.